# Éditions Allia
Pour les articles homonymes, voir Allia.
Éditions Allia est une maison d'édition française créée en 1982 par Gérard Berréby,. Le siège social est situé 16 rue Charlemagne dans le 4e arrondissement de Paris,.

## Histoire et politique éditoriales
Créée en 1982, la raison sociale tire son nom d'un fabricant de toilettes et d'urinoirs. Il faut six ans à la maison d'édition pour publier une dizaine de titres. Ce n'est qu'à partir de 1988 que la société prend de l'ampleur, avec la publication de l'Histoire de ma fuite de Casanova.  
Une grande part des publications est traversée par le thème de la révolte, que ce soit avec les révolutions politiques (Karl Marx ou Boris Souvarine), les avant-gardes artistiques du début du XXe siècle (Dada, Michel Larionov ou Raoul Hausmann), l'Internationale situationniste (Guy Debord, Michèle Bernstein, Ralph Rumney), l'esthétique du rock (Nick Tosches ou Nik Cohn) ou encore la dystopie contemporaine (Bruce Bégout, Mike Davis, Michel Bounan ou Francesco Masci). En 2002, Rapport sur moi de Grégoire Bouillier reçoit le prix de Flore.
En 2022 le catalogue de la maison d'édition compte plus de 1 000 titres. Les ouvrages se caractérisent par l'esthétique de leurs couvertures, la qualité du papier et la rigueur typographique,.

## Prix littéraires
- Grégoire Bouillier - Rapport sur moi (2002)  (ISBN 2-84485-098-7) Prix de Flore en 2002.
- Valérie Mrejen - L'agrume (2002)  (ISBN 2-84485-071-5) Prix du deuxième roman en 2002.
- Giacomo Leopardi - Zibaldone (2003)  (ISBN 979-10-304-1148-5) traduit intégralement, présenté et annoté par Bertrand Schefer qui fut récompensé pour ceci par le Prix Laure-Bataillon en 2006.
- Claire Marin - Hors de moi (2008)  (ISBN 979-10-304-0866-9) Prix littéraire de l’Académie de médecine, Prix Jean-Bernard en 2008.
- Pauline Klein - Alice Kahn (2010)  (ISBN 978-2-84485-355-4) Prix littéraire Fénéon[8] en 2010, Prix Murat « Un roman français pour l'Italie »[9] en 2011.
- Jean François Billeter - Prix culturel Leenaards en 2013 pour récompenser son « parcours exceptionnel et son impact sur la vie culturelle de la région lémanique »[10].
- Simon Johannin - L'Été des charognes (2017)  (ISBN 9-791030-405842) Prix littéraire de la vocation en 2017.
- Jean-François Billeter - Une autre Aurélia  (ISBN 979-10-304-0682-5) (2017) , Une rencontre à Pékin  (ISBN 979-10-304-0685-6) (2017) Prix Roger-Caillois, Prix Psychologies du roman inspirant en 2018.
- Éric Chauvier - Laura (2020)  (ISBN 979-10-304-2237-5) prix Augiéras en 2020[11].